# بیلی کورک
بیلی کورک (انگلیسی: Billy Quirk؛ ‏ ۲۹ مارس ۱۸۷۳ – ۲۰ آوریل ۱۹۲۶) بازیگر فیلم‌های صامت اهل کشور ایالات متحده آمریکا بود. وی بین سال‌های ۱۹۰۹ تا ۱۹۲۴ در ۱۸۲ فیلم بازی کرد.
از فیلم‌هایی که وی در آن نقش داشته است می‌توان به دو برادر، روز مرخصی او، تعصب، محتکر گندم و در ایتالیای کوچک اشاره کرد.